# Hyloscirtus princecharlesi
Hyloscirtus princecharlesi é uma espécie de anuro da família Hylidae endêmico do Equador. A espécie foi descrita em 2012, e batizada em homenagem ao príncipe Charles pelo seu esforço na conservação das florestas tropicais. É considerado uma espécie em perigo de extinção pela perda de habitat, pela mudança climática, por patógenos e por outros fatores.